# Едмунд Келер
Едмунд Келер (нім. Edmund Köhler, Koehler, бл. 1839 — 30 грудня 1888, Львів) — архітектор.

## Біографія
Місце народження не відоме. Освіту здобував у Відні. Від 1858 року працював у Львові, де споруджував будинки у стилі неоренесансу.
У 1878—1886 роках був членом Політехнічного товариства. У довіднику 1875 року будинок архітектора Келера значиться на вулиці Пекарській. Помер у Львові.
Роботи
- Керівництво спорудженням Будинку військових інвалідів на вулиці Клепарівській у Львові (1856—1863, проект Феофіла ван Гансена).[1]
- Прибутковий будинок на вулиці Кривоноса, 7 (1864, розібраний 1905).[1]
- Проект перебудови приміщень колишнього монастиря реформатів у Львові для потреб притулку-сиротинця сестер шариток, особистий нагляд за будівництвом (1867).[4]
- Житловий будинок на вулиці Січових Стрільців, 13, на розі з вулицею Костюшка (1869).[5]
- Перебудова монастиря вірменських бенедиктинок на вулиці Лесі Українки, 10 (1872).[1]
- Реконструкція житлового будинку на площі Ринок, 45 у Львові. Перебудова даху з добудовою стриху та влаштуванням стрихових вікон (1872), перенесення входу з площі Ринок на вулицю Друкарську, нова сходова клітка (1873).[6]
- Реконструкція житлового будинку Едварда Мілковського на площі Ринок, 25 у Львові. Надбудовано четвертий ярус (1873).[7]
- Вілла Ю. Супінського у на площі Кропивницького, 3 (1873—1874, розібрана 1909).[1]
- Вілла «Затишок», збудована для Владислава Чарновського на вулиці Глібова, 12, або Калічій Горі 7-9 (1875). Зовні поєднувала елементи неороманського стилю та неокласицизму. Пізніше перебудована.[8]
- Театральна зала німецького товариства «Фрозінн» у саду львівського готелю «Жорж» (1875).[9]
- Вілла Тадеуша Жебровського на вулиці Драгоманова, 36. Збудована 1878 року, пізніше втрачена. Нині на її місці багатоквартирний житловий будинок.[10]
- Вілла Ф. Рихтера на вулиці Пекарській, 11 (1878, неодноразово перебудована, пізніше розібрана).[1]